# (34682) 2001 BM42
2001 BM42 (asteroide 34682) é um asteroide da cintura principal. Possui uma excentricidade de 0.12120280 e uma inclinação de 12.39144º.
Este asteroide foi descoberto no dia 19 de janeiro de 2001 por LINEAR em Socorro.